# Prosper Avril
Ne doit pas être confondu avec Prosper Mars.
Prosper Avril, né le 12 décembre 1937 à Thomazeau, est un homme politique et un militaire haïtien, général et ancien président de la République entre 1988 et 1990. 

## Biographie
Prosper Avril a passé la plus grande partie de sa carrière militaire au Palais national, où il s'occupait de l'approvisionnement en équipements et armements. Du fait de sa position, il était aussi un des conseillers du président Jean-Claude Duvalier. Il est membre du Conseil national du gouvernement, la junte civilo-militaire formée à la chute de Duvalier en 1986. Il a présidé à partir du 17 septembre 1988 à la suite d'un coup d'État contre le général Henri Namphy, jusqu'au 10 mars 1990 où il partit en exil sous la pression des opposants politiques appuyés par les gouvernements français et américain.
Revenu au pays en 1993, il mena une existence discrète jusqu'à son arrestation en 2001, peu de temps après l'élection de Jean-Bertrand Aristide à la présidence, pour conspiration contre l'État. Il resta en prison pendant trois ans, en dépit de décisions judiciaires rendues en sa faveur. Il a été libéré quand le président Aristide a été obligé de quitter le pays le 29 février 2004.
Prosper Avril est aujourd'hui écrivain. Parmi ses œuvres, on peut citer : Haiti 1995-2000 : Le Livre Noir de l'Insécurité et L'Armée d'Haiti : Bourreau ou Victime ?